# Aykut Kocaman
Aykut Kocaman (* 5. April 1965 in Geyve, Adapazarı, Sakarya) ist ein ehemaliger türkischer Fußballspieler und Fußballtrainer. Er gilt als einer der erfolgreichsten Stürmer des türkischen Fußballs im Allgemeinen und von Fenerbahçe Istanbul im Speziellen. Mit Letzterem wurde er als Einziger sowohl als Spieler als auch als Trainer Türkischer Meister. Er wird sowohl vom Verein als auch von dessen Fans als einer der legendärsten Spieler der Vereinsgeschichte gesehen. Durch seine 140 Ligatore für Fenerbahçe ist er der erfolgreichste Torschütze der Vereinsgeschichte. Zudem ist er mit 200 Ligatoren der fünfterfolgreichste Torschützen der Süper Lig und dadurch einer von fünf Spielern, die es in die 200’ler Kulübü geschafft haben.

## Spielerkarriere

### Verein
Aykut Kocaman begann 1984 mit seiner Karriere bei Sakaryaspor. In seiner letzten Saison für Sakaryaspor wurde er türkischer Pokalsieger. Zur Saison 1988/89 wechselte er zum Traditionsklub Fenerbahçe Istanbul. Aykut Kocaman erzielte in 213 Spielen 140 Tore für Fenerbahçe. Er gewann die türkische Meisterschaft mit Fenerbahçe Istanbul in den Spielzeiten 1988/89 und 1995/96 und wurde dreimal Torschützenkönig der Süper Lig: 1988/89 mit 29 Toren, 1991/92 mit 25 Toren und 1994/95 mit 27 Toren. 1996 wurde der Vertrag von Kocaman bei Fenerbahçe aufgelöst und er wechselte ablösefrei zu İstanbulspor und spielte bis zu seinem Karriereende dort.

### Nationalmannschaft
Aykut Kocaman spielte für die Türkei 15 Spiele und erzielte ein Tor.

## Trainerkarriere
Kocaman begann seine Trainerkarriere nach seiner aktiven Zeit bei Istanbulspor. Nach vier Jahren verließ er Istanbulspor. Danach folgten einjährige Stationen bei Malatyaspor, Konyaspor und Ankaraspor. Nach der Saison 2008/09 verließ Kocaman Ankaraspor und wurde Sportdirektor bei Fenerbahçe Istanbul. Nach der Entlassung von Christoph Daum am 25. Juni 2010 wurde Kocaman neuer Trainer bei Fenerbahçe Istanbul. Nach Differenzen mit Club-Präsident Aziz Yildirim trat Kocaman im Mai 2013 von seinem Amt zurück.
Ende Oktober 2014 wurde er bei seinem früheren Verein Torku Konyaspor als Nachfolger von Mesut Bakkal vorgestellt.

## Erfolge

### Als Spieler
- Türkischer Meister: 1989, 1996
- Türkischer Pokalsieger: 1988
- Torschützenkönig: 1989 / 29 Tore, 1992 / 52, 1995 / 27
- 200er-Klub-Mitglied der Süper Lig

### Als Trainer
Mit Fenerbahçe Istanbul
- Türkischer Meister: 2010/11
- Türkischer Pokalsieger: 2011/12, 2012/13
- Halbfinalist der UEFA Europa League: 2012/13

Mit Konyaspor
- Tabellendritter der Süper Lig: 2015/16
- Türkischer Pokalsieger: 2017

## Privates
Aykut Kocaman ist verheiratet und hat zwei Kinder.